# Ristretto (café)
 (mars 2019).
Si vous disposez d'ouvrages ou d'articles de référence ou si vous connaissez des sites web de qualité traitant du thème abordé ici, merci de compléter l'article en donnant les références utiles à sa vérifiabilité et en les liant à la section « Notes et références ».
Pour les articles homonymes, voir Ristretto.
Le ristretto  (prononcé : [risˈtretto],) est un expresso « court », l'équivalent français de ce terme italien étant un café serré. 
Le caffè ristretto est élaboré en faisant passer 15 à 20 mL d'eau pour une dose de 7 g de café, passée en 20 à 25 secondes.
L'origine du mot ristretto vient de l'italien qui veut dire « restreint, limité, serré ». En effet, dans un café ristretto, la quantité d'eau est moindre que dans un café expresso dit en italien « normale ».